# Міфи навколо входження Криму до складу України
Оригінали протоколів про передачу Кримської області до УРСР недоступні для дослідників, у той час як Росією активно поширюється викривлена інформація, що стосується їх змісту. Тема надзвичайно міфологізована і використовується російською пропагандою для обґрунтування анексії Автономної республіки Крим і міста Севастополя в 2014 році.

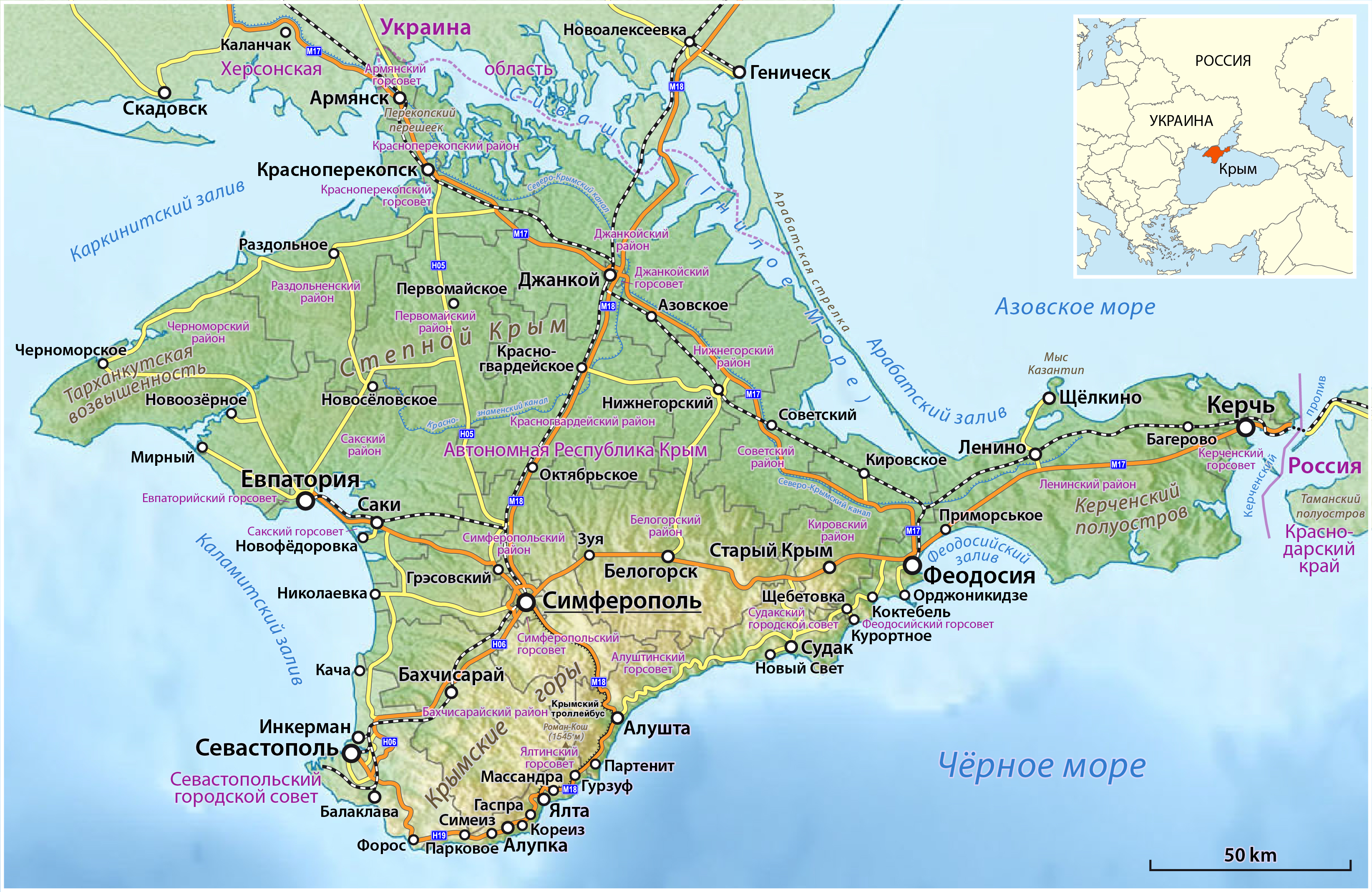
Карта півострова

## Російський міф про «дарування»КримуУкраїніі вирішальну роль в цьомуМ.С.Хрущова
Одним із імперських міфів Росії є розповідь про те, що Перший секретар ЦК КПРС Микита Хрущов, виходячи з «невідомо яких міркувань», на початку 1954 року вирішив приєднати «споконвічно російський» Крим до складу України. Без нібито «жодних законних підстав».
Саме ця вигадка використовувалася навесні 2014 року як обґрунтування російської окупації Криму.

## Подарунок
Крим був нав'язаний Україні, переданий під тиском. В приєднанні Криму до України не були зацікавлені ані керівництво республіки, ані населення.
Народне господарство України ще не оправилось після війни: велика кількість підприємств разом з найбільш кваліфікованими працівниками була евакуйована в Росію й там і залишилась, загинуло багато мільйонів дорослого українського населення, сільське господарство залишилось без машин, спеціалістів. Республіканське керівництво працювало в непростих умовах — приєднання Криму означало для нього додачу нових проблем.
Щодо українського населення, то воно сприйняло цю територіальну зміну байдуже — в умовах Радянського Союзу підпорядкування не мало ніякого значення.
В той же час, керівництво Російської Федерації було зацікавлене в передачі Криму до складу України і радо підтримало цю пропозицію.
Треба взяти до уваги і те, що як компенсація до складу Російської Федерації була передана значна частина етнічних українських земель[джерело?].

## Роль Хрущова
Передача Криму зі складу РРФСР до складу УРСР відбулась дійсно з ініціативи Хрущова. Але це було в числі його обов'язків як одного з керівників Радянського Союзу.
Після поїздки М. Хрущова восени 1953 року в Крим, усвідомлення ним катастрофічного стану господарства Кримської області, він, за спогадами Аджубея, не повернувся в Москву, а зразу ж поїхав в Київ з пропозицією до українського керівництва взяти під свою опіку кримські проблеми.
На момент висунення пропозиції про передачу Україні Криму (осінь 1953), М. Хрущов тільки один місяць був Першим секретарем ЦК КПРС (до цього він був партійним керівником України й Московської області), його авторитет не був достатнім, щоб одноосібно вирішувати це питання.

## Економічні підстави передачі Криму до складу України
За аналітичною довідкою «Про стан сільського господарства Кримської області» від 4 січня 1954 p., яка була підготовлена для тодішнього першого секретаря ЦК КП України О. Кириченка (документ був таємним):
- Якщо в 1940 році площа посівів у Криму становила 987,4 тисячі гектарів, то у 1950-му вона зменшилась майже на 100 тисяч (881,9 тис. га). До війни степовий Крим спеціалізувався на вирощуванні високоякісних сортів цінних пшениць. Площа озимої пшениці в Криму в 1940 році становила 447,5 тис. га, а в 1950-му зменшилася майже вдвічі (257,5 тис. га).
- Значно скоротилися площі і технічних культур. Порівняно з 1940 роком у всіх категоріях господарств площа садів зменшилась на 6 тисяч гектарів.
- На присадибних ділянках фруктові дерева вирубали через непомірні податки.
- В 1913 році середній урожай зернових культур на кримській землі становив 11,2 ц/га, в 1940-му — 10,7, а в 1950 році — 3,9 ц/га. У 1950 році порівняно з 1940 роком Крим майже в 5 разів скоротив продаж зерна, утричі — тютюну, вдвічі — овочів.
- Лише три колгоспи із 304 освоїли польові та кормові сівозміни.
- Врожайність овочів, картоплі, кормових коренеплодів та заготівля сіна значно відставала від рівня 1940 р. (Наприклад, картоплі збирали тільки 30 центнерів з гектара.)
- Колгоспи й радгоспи Криму були забезпечені кормами для худоби взимку 1953—1954 рр. лише на 37%.
- План будівництва корівників і телятників 1953 р. виконали в області на 36,5, пташників — на 43%.
- Степова частина Кримської області вкрай погано забезпечена водою. («Головну роль у водопостачанні цієї зони відіграють артезіанські води, що залягають на глибині 60—155 метрів».) На січень 1954 р. зрошуваних земель налічувалося 40,9 тис. гектарів.
- Кримська область недоодержала податків 1953 р. на суму 6 млн 60 тис. карбованців.
- Не виконали планів харчова та легка промисловість.
- Область була неспроможна освоїти кошти на будівництво. (У зв'язку з цим Рада Міністрів Російської Федерації лише в Ялті зменшила капіталовкладення на 5,2 млн карбованців.)
- Глибоку кризу переживала і соціальна сфера області. Сьогодні ніхто не повірить у те, що в Криму ще наприкінці 1953 року було лише 34 хлібні магазини, 18 — м'ясопродуктів, 8 — молочних, 2 — тканин, 9 — взуття, 5 — будівельних матеріалів та 28 — книжкових крамниць. Повністю припинилася торгівля овочами та картоплею в державному секторі.
- Майже половина сіл області зовсім не мала крамниць.
- Повністю припинилася торгівля овочами та картоплею в державному секторі.

Слід взяти до уваги і наступне: навіть перебуваючи у складі РРФСР, Кримська область лишалася в економічному просторі України. Паливно-енергетичний комплекс, металургія, машинобудування та легка промисловість, залізничний транспорт України і Криму фактично були єдиними.

## Юридичні підстави передачі Криму до складу України

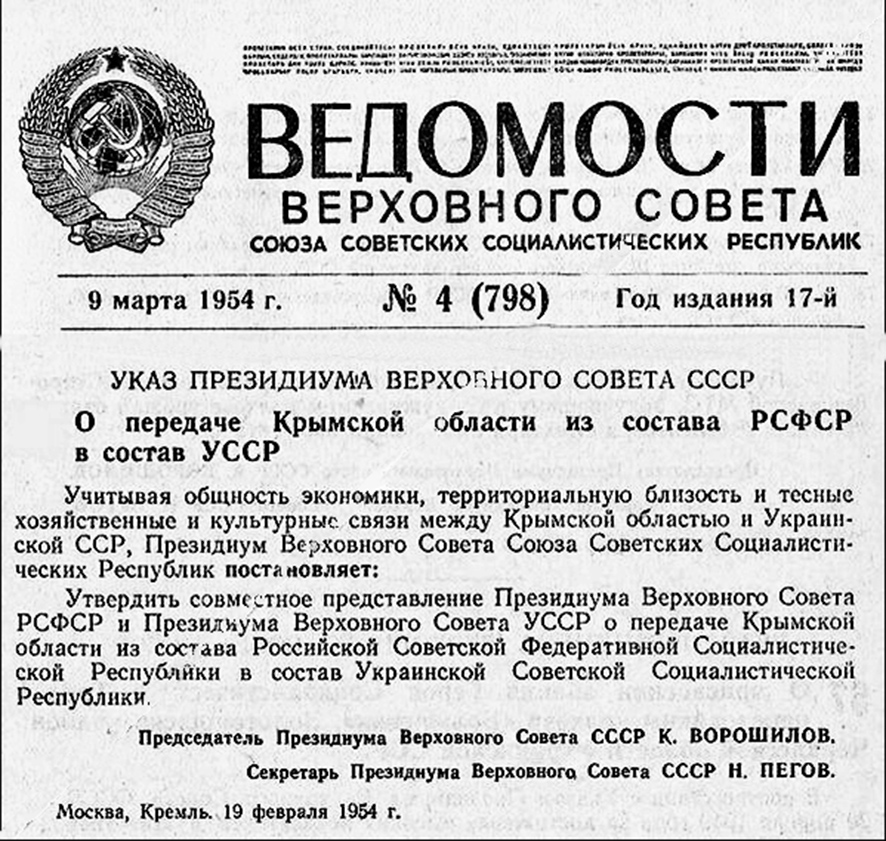
Указ Президії Верховної Ради СРСР «Про передачу Кримської області зі складу РРФСР до складу УРСР»

Процедура вирішення питання про передачу Кримської області зі складу РРФСР до УPCP була такою.
- Спочатку проблема розглядалася на республіканському рівні.
Рада Міністрів РРФСР, вивчивши пропозиції, аргументи і звернення місцевих органів, підтримала їх і висловилася за «доцільність передачі Кримської області до складу Української PCP», попередньо з'ясувавши думку України. Після цього питання передається до Президії Верховної Ради РРФСР.
- Президія, отримавши принципову згоду УРСР, відповідно до чинного законодавства розглянула проблему і прийняла таку постанову:

|  | Президія Верховної Ради РРФСР за участю представників виконкомів Кримської обласної і Севастопольської міської рад депутатів трудящих розглянула пропозицію Ради Міністрів РРФСР про передачу Кримської області до складу Української PCP. Враховуючи спільність економіки, територіальну близькість і тісні господарські та культурні зв'язки між Кримською областю і Українською PCP, а також беручи до уваги згоду Президії Верховної Ради Української Республіки, Президія Верховної Ради РРФСР вважає за доцільне передати Кримську область до складу Української Радянської Соціалістичної Республіки |

.
- Після цього, 13 лютого 1954 року, Президія Верховної Ради УРСР приймає свою постанову «Про подання Президії Верховної Ради РРФСР по питанню передачі Кримської області до складу Української РСР.
Президія Верховної Ради Української PCP відповідно до подання Президії Верховної Ради Російської Радянської Федеративної Соціалістичної Республіки постановляє: Просити Президію Верховної Ради Союзу PCP передати Кримську область зі складу Російської Радянської Федеративної Соціалістичної Республіки до складу Української Радянської Соціалістичної Республіки».
Названу постанову Президія Верховної Ради Української PCP також направила до Президії Верховної Ради СРСР.
- Усе це створило необхідну правову основу для ухвалення відповідного рішення Президією Верховної Ради СРСР.
Відповідно до Конституції СРСР, 19 лютого 1954 року відбулося засідання Президії Верховної Ради СРСР, на якому були присутні усі зацікавлені сторони.
Представник Росії — Голова Президії Верховної Ради РРФСР М. Тарасов заявив:

|  | Кримська область, як відомо, займає весь Кримський півострів і територіально прилягає до Української Республіки, будучи немовби природним продовженням південних степів України. Економіка Кримської області тісно пов'язана з економікою Української Республіки. Із географічних та економічних міркувань передача Кримської області до складу братньої Української Республіки є доцільною й відповідає загальним інтересам Радянської держави |

.
Закінчуючи виступ, Тарасов попросив Президію Верховної Ради СРСР затвердити подання Російської Федерації з цього питання.
Представник України, Голова Президії Верховної Ради УРСР Д. Коротченко, у своєму виступі запевнив, що «з боку українського уряду буде приділено належну увагу дальшому розвиткові народного господарства Криму і підвищенню матеріального та культурного добробуту трудящих Кримської області».
- У обговоренні питання взяли участь члени Президії Верховної Ради СРСР та її Голова Климент Ворошилов.
- Після виступів Президія Верховної Ради СРСР одноголосно затвердила Указ «О передаче Крымской области из состава РСФСР в состав УССР» від 19 лютого 1954 р. (мовою оригіналу): |  | Учитывая общность экономики, территориальную близость и тесные хозяйственные и культурные связи между Крымской областью и Украинской ССР, Президиум Верховного Совета Союза Советских Социалистических Республик постановляет: Утвердить совместное представление Президиума Верховного Совета РСФСР и Президума Верховного Совета УССР о передаче Крымской области из состава Российской Советской Федеративной Социалистической Республики в состав Украинской Советской Социалистической Республики |.
- Остаточним рішенням з цього питання став закон, прийнятий Верховною Радою СРСР 26 квітня 1954 р. Адже відповідно до законодавства змінити існуючі кордони між республіками за їхньою згодою могла тільки Верховна Рада СРСР.
Закон був прийнятий у такій редакції: |  | О передаче Крымской области из состава РСФСР в состав Украинской ССР. Закон Верховного Совета Союза ССР. Верховный Совет Союза Советских Социалистических Республик постановляет: 1. Утвердить Указ Президиума Верховного Совета ССР от 19 февраля 1954 года о передаче Крымской области из состава РСФСР в состав Украинской Советской Социалистической Республики. 2. Внести соответствующие изменения в статьи 22 и 23 Конституции СССР. |.
- Ухвалене рішення не тільки не суперечило законодавству РРФСР, УРСР і СРСР, а й відповідало чинним нормам міжнародного права. На цьому наголошують відомі юристи як Росії, так і України.

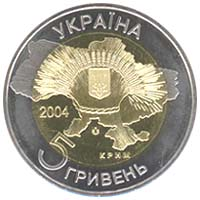
Аверс монети «50 років входження Криму до складу України»